# Tanytarsus formosanus
Tanytarsus formosanus är en tvåvingeart som beskrevs av Jean-Jacques Kieffer 1912. Tanytarsus formosanus ingår i släktet Tanytarsus och familjen fjädermyggor. Inga underarter finns listade i Catalogue of Life.